# Provinz Karnali
Die Provinz Karnali (Nepali कर्णाली प्रदेश IAST Karṇālī Pradeś) ist eine der sieben Provinzen in Nepal, die die Rolle der föderalen Glieder im Bundesstaat Nepal einnehmen. Die Provinz wurde durch die Verfassung vom 20. September 2015 geschaffen, die Nepal in einen Bundesstaat umwandelte.
Die Provinz trug ursprünglich die Nummer 6, da die Verfassung vorsieht, dass die neu zu wählenden Provinzparlamente den Namen und den Hauptsitz der Provinz festlegen sollen. Im Februar 2018 entschied das Provinzparlament, dass die Provinz den Namen Karnali tragen soll und Birendranagar deren Hauptsitz ist.

## Geschichte
Die Provinz wurde nach dem gleichnamigen Fluss benannt. Sie war die erste Provinz, die sich einen Namen gegeben hatte und den endgültigen Hauptsitz bestimmte. Dies geschah weitestgehend im Konsens der im Distriktparlament vertretenen Parteien.
Die Provinz Karnali wurde aus den Distrikten der beiden ehemaligen Entwicklungszonen Karnali und Bheri, dem Distrikt Salyan und dem westlichen Teil des Distriktes Rukum der Zone Rapti gebildet.

## Geographie
Die Provinz liegt im westlichen Teil Nepals. Sie ist die flächenmäßig größte Provinz des Landes, besitzt aber die wenigsten Einwohner. Die angrenzenden Provinzen sind die westlich gelegene Provinz Sudurpashchim, die Provinz Lumbini im Süden und Osten, ein Teil der Provinz Gandaki im Osten und die Volksrepublik China mit der Region Tibet im Norden.
Die Provinz besitzt keine Gebiete in der Terai genannten fruchtbaren Ebene im Süden Nepals und ist deshalb die ärmste Provinz Nepals.
Hinzu kommt die schwierige Topographie in der Provinz, die aus Hochgebirge und Hügelland besteht. Wichtige Gipfel der Provinz sind der Kanjiroba mit 6612 m, der Kaqur Kangri mit 6859 m und der Changla mit 6563 m. Innerhalb der Provinz befinden sich der Lake-Rara-Nationalpark, mit dem Rarasee als Namensgeber, der der größte See Nepals ist, und der Sche-Phoksundo-Nationalpark, der der größte Nationalpark Nepals ist.
Die wichtigsten Ortschaften der Provinz sind Birendranagar, Gumgadhi, Khalanga und Dunai.
In der Provinz werden Früchte wie Äpfel, Orangen, Granatapfel und Nüsse angebaut, die im ganzen Land gehandelt werden. Mais, Gerste, Weizen, Hirse und Reis sind die wichtigsten Nahrungspflanzen. Ebenso gehören Senf, Soja und scharfer Chili zu den wichtigsten Nutzpflanzen dieser Provinz. Im Distrikt Jumla wird die sehr beliebte rote Reissorte Jumli Marsi angebaut, die in einer Höhe von bis zu 3050 m im höchstgelegenen Reisanbaugebiet Nepals wächst. Diese Sorte ist dabei besonders kältetolerant und wird wahrscheinlich seit 1300 Jahren in Jumla am Ufer des Flusses Tila kultiviert.
Außer dem Trans-Himalaya-Distrikt Humla haben alle anderen Distrikte Nepals Anschluss an das nationale Straßennetz. Allerdings wurde der im Hochgebirge gelegene Nachbar-Distrikt Dolpa auch erst im November 2018 durch eine Straße mit dem Distrikt Jajarkot verbunden.
Die Straßen sind aber meist sehr eng, bestehen nur aus Schotterpisten und sind riskant zu befahren. In Surkhet, Dunai und Simikot sowie Jumla befinden sich Flugplätze.

## Verwaltungsgliederung
Die Provinz unterteilt sich in die folgenden Distrikte:
- Rukum West
- Salyan

- Dolpa
- Humla
- Jumla
- Kalikot
- Mugu

- Dailekh
- Jajarkot
- Surkhet